# Microcebus sambiranensis
Microcebus sambiranensis — вид лемуровидих приматів.

## Опис
Невеликий примат. Має вібриси темного кольору. Досягають довжина тіла 11-12 см, хвіст від 13 до 15 сантиметрів. Вага 38-51 грамів. Хутро червонуватого кольору на спині, черево біле або бежеве. Голова з великими очима скоріше помаранчевими, є яскрава пляма між очей.

## Середовище проживання
Цей вид нині відомий тільки з англ. Manongarivo Special Reserve на північному заході Мадагаскару, з ізольованої популяції на півострові Ампасіндава, і, можливо, з лісів Махілака-Маромандія. Живе з 360 до 1600 м над рівнем моря. Названий на честь області, де елементи вологих і сухих лісів зустрічаються. Може бути знайдений в порушених місцях проживання і в лісах, що межують з земельними ділянками. Були помічені в саду поруч з вторинним лісом.

## Звички
Веде нічний спосіб життя, знаходиться в основному на деревах, де подорожує рачки або стрибками. Як і інші макієві M. sambiranensis повинні спати протягом дня в дуплах дерев або листяних гніздах і їсти фрукти й інші частини рослин і комах.

## Загрози та охорона
Головна загроза є втрата середовища проживання через підсічно-вогневе землеробство, збір дров та виробництва деревного вугілля. Вид дійсно показує деяку адаптацію до порушених місць проживання. Зустрічається в Спеціальному резерві Манонгариво. Немає зразків, представлених в полоні зараз.